# Dance (小松未歩の曲)
『dance』（ダンス）は、小松未歩の16枚目のシングル。2002年5月29日にGIZA studioより発売された。規格品番はGZCA-2038。

## 概要
- デビュー5周年の翌日にあたる、2002年5月29日にリリースされた。
- 初のデジパックケースでの発売となる。以降デジパックは6枚目のアルバム『小松未歩 6th 〜花野〜』以降のオリジナルアルバム作品とベストアルバム『小松未歩 ベスト 〜once more〜』に使用される。
- 前作「愛してる…」に続き、タイトル曲のリミックスが収録されている。
- リミックスアルバム『小松未歩 WONDERFUL WORLD 〜SINGLE REMIXES & MORE〜』にも「dance <DJ ME-YA's all night remix feat. RIPTRAP>」として、タイトル曲のリミックスが収録されている。

## 収録曲
全作詞・作曲／小松未歩
1. dance　編曲:大賀好修
日本テレビ系列『C/Wラブ（カップリングラブ）』エンディングテーマ（2002年5月〜2002年6月）
出版者:日本テレビ音楽
2. 僕らの行方　編曲:大賀好修
出版者:ギザミュージック
3. dance <KENNY'S CLASSIC CLUB MIX>
  - remixed by KENNY（ORIENTA-RHYTHM[2]）for BASEMENT FACTORY PRODUCTIONS[3]

出版者:日本テレビ音楽
4. dance <instrumental>
5. 僕らの行方 <instrumental>

## 楽曲の収録アルバム
- 『小松未歩 5 〜source〜』(#1)
- 『GIZA studio Masterpiece BLEND 2002』(#1)
- 『lyrics』(#2)
- 『小松未歩 ベスト 〜once more〜』(#1)